# Остролодочник прямой
Остролодочник прямой (лат. Oxytropis adamsiana subsp. erecta) — подвид растений вида Остролодочник Адамса (Oxytropis adamsiana) рода Остролодочник (Oxytropis) семейства Бобовые (Fabaceae), растущий на субальпийских лужайках, речных галечниках, морских террасах, каменистых склонах и в горных тундрах Камчатки.

## Ботаническое описание
Образует шелковистые дерновинки с прижатыми и оттопыренными волосками. Цветоносы длиннее или равные листьям. Прилистники плёнчатые, до половины приросшие друг к другу и к черешку, яйцевидно-ланцетные, с 1 жилкой, волосистые, по краю с ресничками. Листочки 8—16-парные, продолговато-яйцевидные, вверху ланцетные, с обеих сторон прижато-волосистые.
Кисти многоцветковые, головчатые, при плодах удлинённые. Прицветники почти равные чашечке, ланцетные. Чашечка трубчато-колокольчатая, мохнатая от белых и чёрных волосков, с линейными зубцами в 2—3 раза короче трубки. Венчик сине-фиолетовый. Флаг 16—20 мм длиной, в отгибе овально-продолговатый, на верхушке слегка выемчатый. Остроконечие лодочки около 1 мм длиной. Бобы овально-продолговатые, вверх направленные, густо опушённые прижатыми чёрными и редкими белыми волосками, почти двугнёздные. 2n=48.